# Calas de Quinto y Camacho
Las Calas del Quinto y Camacho se componen de las pequeñas calas denominadas Cala Melchor, Cala Pitones y Cala Sudario en el municipio gaditano de Conil de la Frontera, en la Costa de la Luz. Se encuentran ubicadas en un entorno natural y en su totalidad alcanzan una longitud de 600 metros y cuentan con una anchura media de 20 metros. La arena es dorada y las condiciones para el baño son de oleaje medio. Por sus condiciones naturales estas calas están bastante resguardadas del viento por lo que en verano suelen estar muy concurridas los días en que sopla el levante.